# SteamWorld Heist
SteamWorld Heist é um jogo eletrônico de tiro e estratégia por turnos desenvolvido e publicado pelo estúdio sueco Image & Form. Nesse terceiro jogo da série SteamWorld e sucessor de SteamWorld Dig, o jogador controla a Capitã Piper Faraday, uma contrabandista e pirata ocasional, enquanto ela recruta um time de robôs e zarpa em uma aventura espacial. O objetivo do jogo é entrar, roubar e atirar em naves espaciais inimigas.
SteamWorld Heist foi lançado pela Nintendo eShop para Nintendo 3DS na Europa, América, Austrália e Nova Zelândia em 10 de dezembro de 2015. Ele foi lançado mundialmente para Microsoft Windows, macOS e Linux pela Steam em 7 de junho de 2016, e para PlayStation 4 e PlayStation Vita pela PlayStation Store em 7 de junho de 2016 na América do Norte e 8 de junho de 2016 na Europa e Austrália. Ele também foi lançado digitalmente (através da Nintendo eShop) e fisicamente para Wii U em 30 de setembro de 2016 na Europa e Austrália e 20 de outubro de 2016 na América do Norte. Mais tarde, ele foi lançado mundialmente em 9 de novembro de 2016 para iOS pela App Store. Em 28 de dezembro de 2017, uma versão do jogo intitulada SteamWorld Heist: Ultimate Edition foi lançada para Nintendo Switch, incluindo todos os conteúdos para download lançados até então. A versão base do jogo foi lançada para o serviço de jogo em nuvem Stadia em 10 de março de 2020.

## Jogabilidade
SteamWorld Heist é um jogo de estratégia por turnos com rolagem lateral que foca em habilidade ao invés de sorte. A jogabilidade principal consiste em recrutar um time de robôs a vapor, invadindo espaçonaves inimigas e derrubando facções robóticas rivais. Grande parte dos níveis do jogo são gerados de forma processual. Na batalha, o jogador controla a mira de todas as armas e pode ricochetear tiros em partes do ambiente. À medida que o jogo progride, o jogador pode aprimorar e personalizar sua equipe de robôs com diferentes consumíveis, equipamento, armas e chapéus. Algumas armas são equipadas com mira laser para auxiliar o jogador com a mira.
O jogo conta com mais de 100 armas diferentes e quase 100 chapéus para coletar. Essas podem ser encontradas como tesouros durante missões ou compradas em lojas específicas. Chapéus são obtidos principalmente ao atirá-los para fora da cabeça de inimigos e os coletando.
Depois de completar o jogo, o jogador desbloqueia a opção de começar o jogo novamente com o New Game+.

## Desenvolvimento
Versões do jogo para Xbox One e Android foram anunciadas, mas seu desenvolvimento foi pausado indefinidamente para garantir que o outro projeto em andamento da empresa – que mais tarde seria anunciado como sendo SteamWorld Dig 2 – tivesse toda a força de trabalho necessária.

### Trilha sonora
A trilha sonora do jogo, Music from SteamWorld Heist, foi composta e gravada pela banda steampunk Steam Powered Giraffe. Os membros da banda aparecem como robôs em diferentes bares (como The Spine no bar da Lola antes que ele seja fechado) através do jogo e tocando canções da trilha sonora. O álbum foi lançado em simultâneo com o lançamento do jogo para Nintendo 3DS e disponível em vinil, download digital e CD. Ele conta com 13 faixas, sendo o tema principal, seis faixas originais criadas para o jogo e seis canções já existentes da banda retrabalhadas para se encaixarem na atmosfera de SteamWorld Heist.
| Music from SteamWorld Heist |                                       |         |  |
| N.º                         | Título                                | Duração |  |
| 1.                          | "Heist Ho!" (SteamWorld Heist Theme)  | 2:57    |  |
| 2.                          | "Automatonic Electronic Harmonics"    | 5:09    |  |
| 3.                          | "On Top of The Universe"              | 3:55    |  |
| 4.                          | "Clockwork Vaudeville"                | 3:14    |  |
| 5.                          | "Star Scrap"                          | 3:21    |  |
| 6.                          | "Prepare For Boarding"                | 1:52    |  |
| 7.                          | "The Red Queen"                       | 2:07    |  |
| 8.                          | "Electricity Is In My Soul"           | 4:52    |  |
| 9.                          | "Honeybee" (SteamWorld Heist Version) | 5:18    |  |
| 10.                         | "What We Need Are Some Heroes"        | 3:27    |  |
| 11.                         | "Brass Goggles"                       | 3:46    |  |
| 12.                         | "The Vast Frontier"                   | 2:56    |  |
| 13.                         | "The Stars"                           | 3:10    |  |
| Duração total:              | Duração total:                        | 46:04   |  |

### Conteúdo paradownload
O primeiro pacote de conteúdo para download, intitulado The Outsider, foi apresentado na PAX no início de abril de 2016 e lançado em 28 de abril de 2016 para o Nintendo 3DS. Quando a Image & Form anunciou a data de lançamento de SteamWorld Heist para PlayStation 4 e PlayStation Vita, a empresa confirmou que The Outsider seria lançado nesses sistemas simultaneamente. Ele também foi disponibilizado para Microsoft Windows, macOS e Linux no lançamento. The Outsider foi incluído nas versões físicas de Wii U e PlayStation 4, e também na versão Ultimate Edition para Nintendo Switch.

## Recepção
Segundo o agregador de críticas Metacritic, SteamWorld Heist recebeu "críticas geralmente positivas" para suas versões de Nintendo 3DS, PC, PlayStation 4 e Wii U, com uma nota média agregada de 86, 81, 84 e 87 de 100, respectivamente, e "aclamação universal" para suas versões de PlayStation Vita, iOS e Nintendo Switch, com uma nota média agregada de 90, 90 e 91 de 100, respectivamente.
Em uma análise positiva, a Nintendo World Report chamou SteamWorld Heist de "o jogo definitivo para Nintendo 3DS em 2015," elogiando sua jogabilidade, apresentação e dificuldade, citando como único ponto negativo a linearidade de sua árvore de habilidades. A Nintendo Life considerou o jogo "excelente", enquanto Dave Rudden da IGN disse que ele "roubou seu coração." Escrevendo para a Destructoid, Chris Carter afirmou que "qualquer pessoa pode encontrar [em SteamWorld Heist] algo para gostar." Kat Bailey, da USgamer, ecoou este sentimento de apelo a todo tipo de jogador, dizendo que "amou" o jogo e que "acha que todo mundo deve jogá-lo." Andy Robertson, da Daily Mirror, lamentou a falta de algum modo multijogador para o jogo, mas afirmou que focar nesses aspectos negativos seria fútil, que SteamWorld Heist "é tão obra de arte quanto é um jogo eletrônico" e premiando-o com a nota máxima.